# Carl Schueler (Leichtathlet)
Carl Schueler (Carl Francis Schueler; * 26. Februar 1956 in Newburyport) ist ein ehemaliger US-amerikanischer Geher.
Bei den Olympischen Spielen 1984 in Los Angeles wurde er Sechster im 50-km-Gehen.
1987 wurde er bei den Panamerikanischen Spielen in Indianapolis Fünfter im 20-km-Gehen und belegte bei den Weltmeisterschaften in Rom im 50-km-Gehen den 16. Platz.
Im 50-km-Gehen kam er bei den Olympischen Spielen 1988 in Seoul auf den 23. Platz, gab bei den Weltmeisterschaften 1991 in Tokio auf und belegte bei den Olympischen Spielen 1992 in Barcelona erneut Rang 23.

## Persönliche Bestzeiten
- 20-km-Gehen: 1:25:04 h, 5. Oktober 1986, Saint-Léonard
- 50-km-Gehen: 3:57:09 h, 5. September 1987, Rom